# Cámara de los Comunes
Cámara de los Comunes (en inglés: House of Commons) es el nombre de las Cámaras Bajas de los parlamentos bicamerales del Reino Unido y de Canadá.

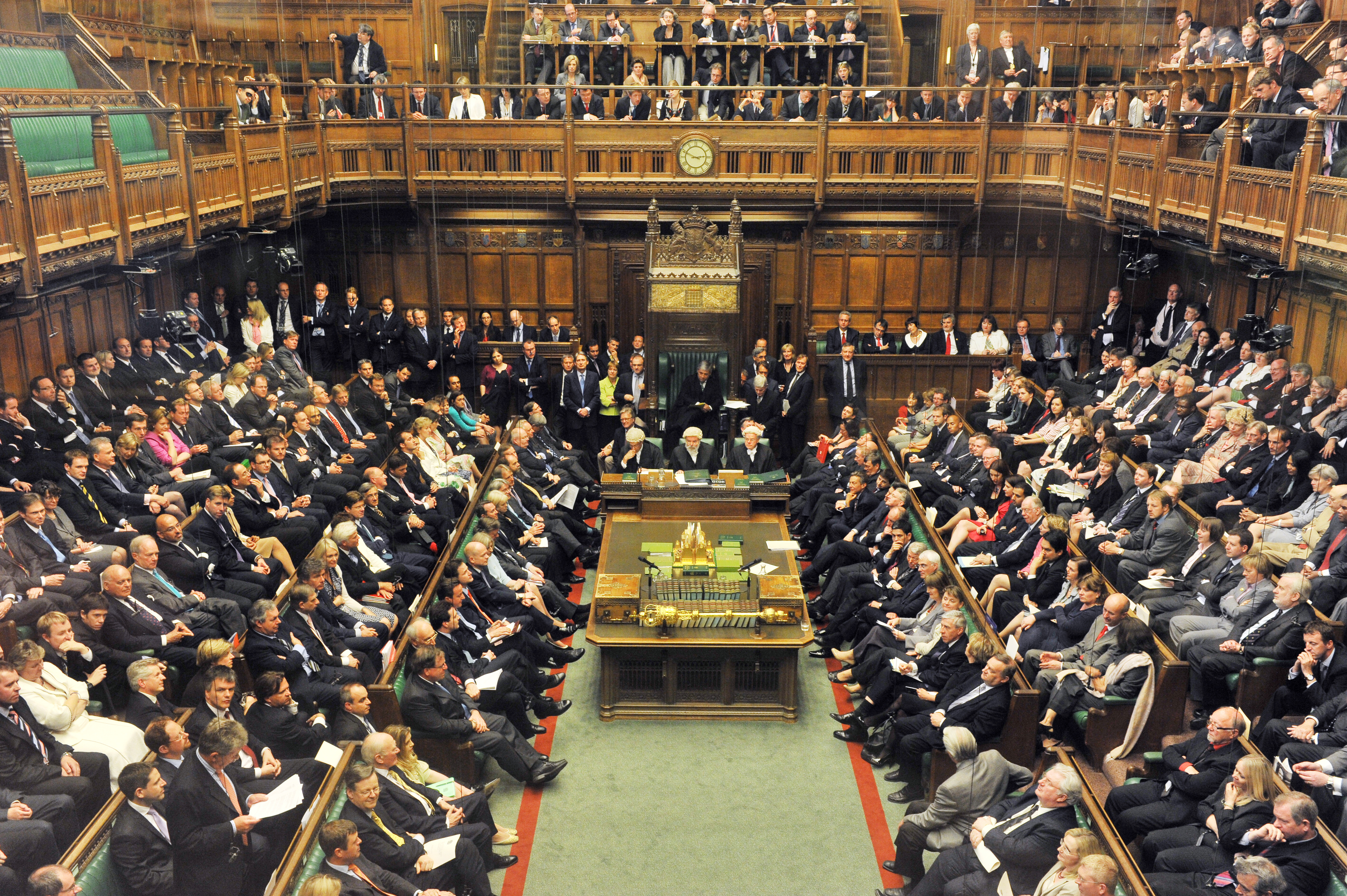
La sala de la Cámara de los Comunes del Reino Unido, atestada de miembros del parlamento en 2010.

La expresión «Comunes» hace referencia al hecho de que los componentes de la Cámara eran originariamente representantes de las ciudades, en oposición a los miembros de la Cámara de los Lores, los cuales eran representantes de la nobleza y la jerarquía de la Iglesia de Inglaterra.
La práctica constitucional en Reino Unido ha convertido, por inercia, en primer ministro al líder del partido político que obtenga mayoría en la Cámara de los Comunes.
La Cámara de los Comunes de Canadá toma su nombre de su homóloga inglesa, sin embargo, la cámara alta de este país no es llamada como Cámara de los Lores, sino Senado.

## Cámaras de los comunes
- Cámara de los Comunes de Canadá en Ottawa, Ontario.
- Cámara de los Comunes del Reino Unido en Londres, Inglaterra.